# أميرآباد (مقاطعة إسلام آباد غرب)
اميرآباد (بالفارسية: امیرآباد) هي قرية تقع في قسم حومة الجنوبي الريفي (مقاطعة إسلام آباد غرب) في إيران. يقدر عدد سكانها بـ 1,219 نسمة .